# Dusty Bergman
Dustin Michael „Dusty“ Bergman (* 1. Februar 1978 in Carson City, Nevada, Vereinigte Staaten) ist ein ehemaliger amerikanischer Baseballspieler in der Major League Baseball (MLB) auf der Position des Pitchers. Von 2009 bis 2011 spielte er als Starting Pitcher für die Heidenheim Heideköpfe.

## Karriere
Bergman besuchte die University of Hawaiʻi at Mānoa. Er lief am 9. Juni 2004 das einzige Mal in der MLB für die Anaheim Angels gegen die Milwaukee Brewers auf. In dem Spiel pitchte Bergman zwei Innings und ließ drei Runs zu. Das Spiel verloren die Angels 2 zu 12. 2006 startete er für Triple-A-Farmteams der New York Yankees und der San Francisco Giants in der Minor League Baseball. 2007 und 2008 war er in der American Association of Independent Professional Baseball bei den Sioux City Explorers und den Lincoln Saltdogs. 2009 bis 2011 startete er für Heidenheim Heideköpfe, wo er auch als Pitching-Coach tätig war.  Damit war er nach Mike Hartley der zweite Ex-MLB-Profi in der Baseball-Bundesliga.